# Marjanśke (obwód połtawski)
Marjanśke (ukr. Мар'янське) – wieś na Ukrainie, w obwodzie połtawskim, w rejonie mirhorodzkim, w hromadzie Hohołewe. W 2001 liczyła 276 mieszkańców.